# Erythrophysa sakalava
Erythrophysa sakalava är en kinesträdsväxtart som beskrevs av René Paul Raymond Capuron. Erythrophysa sakalava ingår i släktet Erythrophysa och familjen kinesträdsväxter. Inga underarter finns listade i Catalogue of Life.